# Around the World (Daft Punk)
Around the World is een nummer van het Franse duo Daft Punk. Het staat op hun debuutalbum Homework uit 1997. Op 7 april dat jaar werd het nummer op single uitgebracht.

## Achtergrond
De single werd een grote hit in clubs over de hele wereld. De videoclip werd gemaakt door Michel Gondry, de regisseur van Eternal Sunshine of the Spotless Mind. In thuisland Frankrijk werd de 5e positie bereikt evenals in de Eurochart Hot 100 en in het Verenigd Koninkrijk. In Australië werd de 11e positie behaald, de VS de 61e, Canada de 24e, Duitsland de 16e, Oostenrijk de 15e, Zwitserland de 14e, Ierland de 8e, Zweden en Noorwegen de 20e en in IJsland en Italië zelfs de nummer 1-positie.
In Nederland werd de plaat veel gedraaid op de landelijke radiozenders en werd een radiohit. De single stond in juni 1997 vijf weken genoteerd in de Nederlandse Top 40 en werd Dancesmash op destijds Radio 538 en bereikte als hoogste notering de 21e positie. In de publieke hitlijst; destijds de Mega Top 100 op Radio 3FM, stond de single dertien weken genoteerd  in de hitlijst en bereikte als hoogste notering de 28e positie.
In België bereikte de single de 15e positie in zowel de Vlaamse Ultratop 50 als de Vlaamse Radio 2 Top 30 en de 4e positie in de Waalse Ultratop 50.
In de sinds december 1999 jaarlijks uitgezonden NPO Radio 2 Top 2000 van de Nederlandse publieke radiozender NPO Radio 2 stond de single van 2014 t/m 2022 in de lijst der lijsten genoteerd, met als hoogste notering een 854e positie in 2015.

## Muziek
De belangrijkste elementen in het nummer zijn de bas en de mechanische stem die telkens weer dezelfde regel herhaalt: "Around the World".

## Videoclip
De videoclip werd gemaakt door Michel Gondry. Volgens eigen zeggen probeerde hij de choreografie en de muziek samen te brengen. Hij vond dat videoclipchoreografie tot dan toe vooral als beeldvulling werd gebruikt en wilde een clip maken waarin de dansers de instrumenten uitbeeldden.
De clip laat een rond platform zien, waarop vier mummie-vrouwen synchroon dansen op het ritme van de bas. Rond het platform lopen drie ringen: de eerste vlak, de tweede met een trappengedeelte aan de achterzijde en de derde weer vlak, maar aan de achterkant omhoog lopend. Daar op lopen vier reuzen, vier skeletten, vier vrouwen in badpakken (door Gondry 'Disco Girls' genoemd) en vier robots. Op de achtergrond is een patroon van in kleur veranderende cirkels te zien. De videoclip voor Around the world is ondanks de complexe choreografie in één take opgenomen.
Volgens Gondry's beschrijvingen vertegenwoordigen ze elk een element uit de muziek: de robots voor de mechanische stem, de reuzen voor de basgitaar, de 'disco girls' voor het keyboard, de skeletten voor de gitaren en de mummies voor de drums.

## Tracklijst
cd-single en 12 inch maxi vinylsingle
1. Around the World (3:59)
2. Around the World (albumversie) (7:07)
3. Teachers (lange mix) (5:51)
4. Around the World (Motorbass Vice-mix) (6:39)

## Hitnoteringen

### Nederlandse Top 40
| Around the World in de Nederlandse Top 40 binnen: 31-05-1997 | Around the World in de Nederlandse Top 40 binnen: 31-05-1997 | Around the World in de Nederlandse Top 40 binnen: 31-05-1997 | Around the World in de Nederlandse Top 40 binnen: 31-05-1997 | Around the World in de Nederlandse Top 40 binnen: 31-05-1997 | Around the World in de Nederlandse Top 40 binnen: 31-05-1997 | Around the World in de Nederlandse Top 40 binnen: 31-05-1997 |
| Week                                                         | 1                                                            | 2                                                            | 3                                                            | 4                                                            | 5                                                            |                                                              |
| ------------------------------------------------------------ | ------------------------------------------------------------ | ------------------------------------------------------------ | ------------------------------------------------------------ | ------------------------------------------------------------ | ------------------------------------------------------------ | ------------------------------------------------------------ |
| Nummer                                                       | 26                                                           | 22                                                           | 21                                                           | 29                                                           | 39                                                           | uit                                                          |

### Mega Top 100
Hitnotering: 10-05-1997 t/m 02-08-1997. Hoogste notering: #28 (1 week).

### NPO Radio 2 Top 2000
| Nummer met noteringen in de NPO Radio 2 Top 2000 | '14  | '15 | '16  | '17  | '18  | '19  | '20  | '21  | '22  |
| ------------------------------------------------ | ---- | --- | ---- | ---- | ---- | ---- | ---- | ---- | ---- |
| Around the World                                 | 1138 | 854 | 1050 | 1213 | 1618 | 1911 | 1909 | 1663 | 1912 |

1. ↑  Een vetgedrukt getal geeft de hoogste notering aan.
2. ↑  2014 was het eerste jaar met een notering voor dit nummer.
3. ↑  Deze tabel is bijgewerkt tot en met de laatste editie (2024).